# Dipoena dorsata
Dipoena dorsata är en spindelart som beskrevs av Muma 1944. Dipoena dorsata ingår i släktet Dipoena och familjen klotspindlar. Inga underarter finns listade i Catalogue of Life.